# Albert Wywerka
Albert Wywerka (* 22. August 1894 in Dzierzby Szlacheckie, Woiwodschaft Masowien; † 1945 in Polen) war ein polnischer Kameramann. Er war von 1919 bis zu seinem Tod in ca. 70 polnischen Spielfilmen als Kameramann tätig. Er gilt als einer der führenden Kameramänner der 1920er und 30er-Jahren Polens.

## Filmografie
- 1919: Tamara
- 1919: Lokaj
- 1920: Czaty
- 1921: We własne sidła
- 1921: Przez piekło
- 1921: Dwie urny
- 1921: Janko zwycięzca
- 1921: Na jasnym brzegu
- 1922: Mów do mnie jeszcze
- 1922: Dos lebn fun di yidn in Varshe
- 1922: Tajemnica medalionu
- 1922: Rok 1863
- 1923: Awantury miłosne panny D.
- 1923: Młodość zwycieża
- 1924: Miłość przez ogień i krew
- 1926: Cyganka Aza
- 1927: Maraton polski
- 1928: Szaleńcy
- 1929: Ponad śnieg
- 1929: Szlakiem hańby
- 1930: Gwiazdzista eskadra
- 1931: Cham
- 1932: Biała trucizna
- 1933: Pod Twoją obronę
- 1933: Przybłęda
- 1933: Prokurator Alicja Horn
- 1934: Awanturki jego córki
- 1934: Czarna perła
- 1934: Młody las
- 1935: Antek policmajster
- 1935: ABC miłości
- 1935: Sztandar wolności
- 1935: Jaśnie pan szofer
- 1935: Wacuś
- 1935: Rapsodia Bałtyku
- 1935: Panienka z poste restante
- 1935: Co mój mąż robi w nocy
- 1935: Manewry miłosne
- 1936: Dodek na froncie
- 1936: Bohaterowie Sybiru
- 1936: Wierna rzeka
- 1936: Straszny dwór
- 1936: Dwa dni w raju
- 1936: Ada! To nie wypada!
- 1937: Pani minister tańczy
- 1937: O czym marzą kobiety
- 1937: Będzie lepiej
- 1937: Dorożkarz nr 13
- 1937: Ty, co w ostrej świecisz bramie...
- 1937: Znachor
- 1937: Der Dybbuk
- 1937: Halka
- 1937: Ułan księcia Józefa
- 1938: Kościuszko pod Racławicami
- 1938: Kobiety nad przepaścią
- 1938: Druga młodość
- 1938: Ostatnia brygada
- 1938: Profesor Wilczur
- 1938: Gehenna
- 1938: Serce matki
- 1939: Wlóczegi
- 1939: U kresu drogi
- 1939: Rena
- 1939: Trzy serca
- 1939: Geniusz sceny
- 1942: Testament profesora Wilczura
- 1945: Budujemy Warszawę
- 1946: Warsaw Rebuilds